# Ibrahim ben Mohammed Al ach-Cheikh
Ibrahim ben Mohammed Al ach-Cheikh (arabe : إبراهيم بن محمد آل الشيخ, ʾIbrāhīm bin Muḥammad Āl ash-Sheikh), né en 1925 ou 1926 à Riyad et mort le 10 avril 2007, est un érudit musulman et homme politique saoudien, ministre de la Justice de 1975 à 1990.

## Situation personnelle

### Famille
Sa filiation patrilinéaire (nassab) est la suivante : Ibrahim ben Mohammed ben Ibrahim (ar) ben Abdellatif (ar) ben Abderrahmane (ar) ben Hassane ben Mohammed ben Abdelwahhab (ar) ben Souleïmane (ar) ben Ali ben Mohammed ben Ahmed ben Rachid ben Bared ben Mohammed ben Moucharraf ben Omar ben Midad ben Raïss ben Zakher ben Mohammed ben Alaoui ben Wahib ben Qassem ben Moussa ben Massoud ben Oqba ben Sanai bin Nahchel ben Chaddad ben Zouheïr ben Chihab ben Rabia ben Abi Soud ben Malik ben Handala ben Malik ben Zaïd Manat ben Tamim (en arabe : إبراهيم بن محمد بن إبراهيم بن عبد اللطيف بن عبد الرحمن بن حسن بن محمد بن عبد الوهاب بن سليمان بن علي بن محمد بن أحمد بن راشد بن بريد بن محمد بن مشرف بن عمر بن معضاد بن ريس بن زاخر بن محمد بن علوي بن وهيب بن قاسم بن موسى بن مسعود بن عقبه بن سنيع بن نهشل بن شداد بن زهير بن شهاب بن ربيعة بن أبي سود بن مالك بن حنظلة بن مالك بن زيد مناة بن تميم).
Il est le père de neuf enfants, six garçons (Abdelmohsen, Saleh, Abdellatif, Abdelaziz, Abdelmalik et Ahmed) et trois filles (Norah, Sarah et Houda). Tourki, le fils de son fils Abdelaziz, travail aujourd'hui dans un cabinet de conseil juridique basé à Londres. 

### Formation
Durant sa jeunesse, il mémorise le Coran au sein des écoles (madaris) des professeurs Abdallah ben Moufeïrij et Ali ben Abdallah al-Yamani, avant de partir à La Mecque pour en apprendre les règles de psalmodie (tajwid) auprès du cheikh Saad Waqqas.  
Par la suite, il rejoint l'Institut scientifique de Riyad et sort diplômé de la faculté de loi islamique (charia) de l'université islamique Mohammed ben Saoud (en) en 1956.  
Il tire principalement son savoir juridique de son père, le grand moufti d'Arabie saoudite Mohammed ben Ibrahim Ali Al ach-Cheikh, mais aussi de son successeur Abd al-Aziz ibn Baz et du savant mauritanien Mohammed ash-Shanqîtî. 

## Carrière
Après ses études, il fait carrière dans l'administration saoudienne, d'abord comme directeur du département de l'émission des avis juridiques (Dar al-Iftaa), puis comme adjoint du grand moufti du royaume, qui n'est d'autre que son père Mohammed ben Ibrahim Ali Al ach-Cheikh. À la mort de ce dernier en 1969, il devient le chef de l'émission des avis juridiques et de la supervision des affaires religieuses. À ce poste, il contribue à structurer le département de l'émission des avis juridiques, qui est refondé en 1971 sous l'appellation départements de la recherche scientifique, de l'émission des avis juridiques, de la prédication et de la guidée. 
Son ascension au sein de l'appareil d'État saoudien est liée à la relation de confiance qu'il développe avec le roi de l'époque, Fayçal ben Abdelaziz. Chaque semaine, les deux hommes se rencontrent pour parler des affaires de l'État. Comme son père, Ibrahim pense que l'Arabie saoudite doit assumer le leadership du Monde arabe et ne surtout pas le laisser à l'Égypte de Nasser. En outre, il plaide pour une plus forte implication du royaume dans le conflit israélo-arabe.
Sous la pression d'un certain nombre d'érudits musulmans, le successeur du roi Fayçal, Khaled ben Abdelaziz, le nomme ministre de la Justice en octobre 1975. Il est le premier membre des Al ach-Cheikh (descendants de Mohammed ben Abdelwahhab avec qui la dynastie régnante des Saoud se partage le pouvoir depuis le XVIIIe siècle) à occuper cette fonction. Il continue par ailleurs de l'exercer sous le règne du roi suivant, Fahd ben Abdelaziz, et ce jusqu'en 1990,. Deux ans plus tard, c'est au tour de son demi-frère Abdallah (en) d'être promu à ce poste,. 

## Mort
Il est mort des suites d'une longue maladie (non-communiquée) le 10 avril 2007. Sa prière funéraire a lieu le lendemain dans l'enceinte de la Grande mosquée de Riyad (en). Elle est présidée par son cousin au deuxième degré, le grand moufti Abdelaziz Al ach-Cheikh, et suivie par plusieurs figures de premier plan de l'État saoudien, parmi lesquelles : 
- le Premier vice-Premier ministre et ministre de la Défense et de l'Aviation Sultan ben Abdelaziz ;
- le ministre de la Justice Abdallah Al ach-Cheikh (en) ;
- le ministre des Affaires islamiques, des Fondations religieuses, de la Prédication et de la Guidée Saleh ben Abdelaziz Al ach-Cheikh (en) ;
- le gouverneur de la province de Riyad et futur roi d'Arabie saoudite Salmane ben Abdelaziz ;
- le prince Bandar ben Mohammed (en)[8].